# Morbid Visions
Morbid Visions è il primo album in studio del gruppo musicale brasiliano Sepultura, pubblicato il 10 novembre 1986 dalla Cogumelo Records.

## Descrizione
Mentre i dischi successivi si concentreranno soprattutto su temi politici, Morbid Visions (insieme col precedente EP Bestial Devastation) si fa notare per un'ossessione per temi satanici. La band ammise le forti influenze di band come gli Slayer, i Venom ed i Celtic Frost.
L'album venne ristampato nel 1991 dalla Roadrunner Records insieme all'EP Bestial Devastation in un unico disco. La versione originale su vinile di Morbid Visions presentava il primo movimento di Carl Orff Carmina Burana ("O Fortuna") come introduzione senza nome. Questa composizione è stata omessa dalla riedizione in CD, probabilmente a causa di problemi di copyright.

## Tracce
1. Intro – 2:40
2. Morbid Visions – 3:23
3. Mayhem – 3:15
4. Troops of Doom – 3:21
5. War – 5:34
6. Crucifixion – 5:02
7. Show Me the Wrath – 3:52
8. Funeral Rites – 4:23
9. Empire of the Damned – 4:24

## Formazione
- Igor Cavalera - batteria
- Jairo Guedz - chitarra
- Max Cavalera - voce, chitarra
- Paulo Jr. - basso